# دیز آو ووندر

لوگوی شرکت دیز آو ووندر

دیز آو ووندر (انگلیسی: Days of Wonder) یا به تعبیری روزهای شگفت، یک ناشر بازی‌های رومیزی است که از سال ۲۰۱۴ میلادی متعلق به گروه آزمادی می‌باشد. دیز آو ووندر پس از تأسیس در سال ۲۰۰۲ میلادی، بازی‌های منتشر شده را به ۲۵ کشور دنیا صادر نمود. تخصص اصلی و گرایش این شرکت به بازی‌های رومیزی به سبک آلمانی یا اصطلاحاً یوروگیمز است که برخی از بازی‌های آن به صورت آنلاین قابل دسترسی است. بازی‌های این گروه هنری به زبان‌های مختلفی از جمله انگلیسی، فرانسوی، آلمانی، اسپانیایی، ایتالیایی، هلندی، مجارستانی، فنلاندی، لهستانی، دانمارکی، چک، سوئدی، کره‌ای، ژاپنی، پرتغالی، روسی، یونانی و … ترجمه گردیده. دیز آو ووندر توسط اریک هوتمانت، پیر گویل، مارک کافمن و یان کورنو تأسیس گردید. پس از آن و تحت هدایت مدیر خلاق شرکت، سیریل دژین، این شرکت به زودی نام خود را به عنوان یک شرکت معظم ناشر بازی‌های مجهز به ابزار پیشرفته و طراحی‌های رنگارنگ و چشم‌نواز بر سر زبان‌ها انداخت.

## نگارخانه

اسمال وورلد (دنیای کوچک)
کلئوپاترا و انجمن معماران
تیکت تو راید (بلیط‌سواری)